# Y2K (film, 2024)
Pour les articles homonymes, voir Y2K.
Pour plus de détails, voir Fiche technique et Distribution.
Y2K est un film américain réalisé par Kyle Mooney et sorti en 2024. Le film dépeint une version alternative du bug de l’an 2000.
Il est présenté au festival South by Southwest 2024.

## Synopsis
En 1999, les meilleurs amis Eli, Danny et Garrett discutent de leurs projets pour le réveillon du Nouvel An pendant que leurs parents sont sortis. Eli a le béguin pour sa camarade de classe Laura, mais il est trop nerveux pour lui parler malgré les encouragements de Danny à l'embrasser à minuit. Ils regardent Laura et ses amis Trevor, Madison et Raleigh sortir de l'alcool en cachette et décider de s'inviter à une fête organisée par Soccer Chris, le petit ami de Laura. Pendant la fête, Eli regarde avec consternation Chris et Laura s'embrasser à minuit jusqu'à ce que le courant soit soudainement coupé.
Alors qu'un étudiant est retrouvé mort avec un morceau d'éventail logé dans sa tête, une petite voiture arrive d'elle-même et brûle le visage de Trevor avec de la laque et un briquet, le tuant. Les fêtards terrifiés se rendent compte que toute la technologie est devenue sensible et tentent de partir, mais beaucoup d'entre eux sont horriblement tués. Dans le chaos qui s'ensuit, un magnétoscope fracasse la tête de Madison avec une cassette VHS, la tête de Chris est fondue par un micro-ondes et un Tamagotchi perce la tête de Raleigh. Eli, Danny et Laura s'échappent avec les jeunes délinquants Farkas, CJ et Ash, mais Danny est mortellement empalé par une lame et Farkas meurt lorsqu'il heurte le sol en essayant de faire glisser un poteau cassé sur ses patins.
Le groupe se rend dans un vieux moulin sans électricité alors que les machines intelligentes tuent plusieurs habitants de la ville. Ils trouvent également Jonas, l'ex-petit ami de Garrett et Laura, et apprennent que la menace est une conscience collective de tous les appareils électroniques du monde entier qui prévoient d'asservir l'humanité. Laura réussit à créer un code de destruction pour désactiver l'algorithme, désormais surnommé "Amalgamation", mais un ordinateur l'attaque. Eli l'asperge d'eau, ce qui l'éteint. Le groupe est alors acculé par l'Amalgamation, qui utilise l'électronique pour se faire plus grand. Garrett essaie de le repousser, mais il est décapité. Le groupe se cache dans des toilettes portables et les fait descendre une colline. Ils se réfugient dans un magasin de VHS et rencontrent le musicien Fred Durst, qu'ils encouragent à rejoindre.
Le groupe arrive au lycée local où, ils apprennent, les machines sont dues à une nouvelle connexion Internet installée. Ils se faufilent à l'intérieur et découvrent que les habitants ont été réduits à l'état d'esclaves sans cervelle par des puces implantées dans le cerveau. CJ se sacrifie pour sauver Fred d'une machine tandis que le groupe apprend que l'Amalgamation a maintenant atteint une taille monstrueuse et force les gens à l'intérieur, les convertissant en esclaves susmentionnés. Fred, Ash et Jonas distraient les machines qui gardent les habitants pour laisser Laura se frayer un chemin dans l'Amalgamation, mais elle l'électrocute. Eli arrive à temps pour sauver Laura et tenter d'insérer lui-même le code de mise à mort, mais échoue car l'Amalgamation continue de les électrocuter et de se moquer d'eux. Eli utilise ensuite un préservatif que Danny lui avait donné plus tôt et l'enroule autour de la main de Laura comme un gant de protection. Alors que Fred, Ash et Jonas continuent de distraire les machines, Eli et Laura insèrent avec succès le code de mise à mort, fermant l'algorithme dans le monde entier, détruisant l'Amalgamation. Eli partage un baiser avec Laura et ils retrouvent les habitants survivants à l'aube.
Cinq ans plus tard, en 2005, Eli, Laura et Ash, désormais étudiants, se rendent sur les tombes de leurs amis. Alors qu'ils quittent le cimetière, le nouvel iPod d'Ash commence à avoir des problèmes, révélant que l'algorithme n'a pas été complètement détruit.

## Fiche technique
Sauf indication contraire, les informations mentionnées dans cette section peuvent être confirmées par la base de données cinématographiques IMDb,  présente dans la section « Liens externes ».
- Titre original : Y2K
- Titre Québécois : L’An 2000
- Réalisation : Kyle Mooney
- Scénario : Kyle Mooney et Evan Winter
- Musique : Danny Bensi et Saunder Jurriaans
- Décors : Jason Singleton
- Costumes :  Katina Danabassis
- Photographie : Bill Pope
- Montage : David Marks
- Production : Matt Dines, Alison Goodwin, Jonah Hill, Christopher Storer, Cooper Wehde et Evan Winter

Producteur délégué : Jimmy Price
- Sociétés de production : Strong Baby Productions et American Light & Fixture
- Société de distribution : A24 (États-Unis)
- Budget : N/A
- Pays de production :  États-Unis
- Langue originale : anglais
- Format : couleur - 1.85:1 - 35 mm - son : Dolby Digital
- Genre : comédie horrifique, catastrophe, science-fiction, uchronie
- Durée : 93 minutes
- Dates de sortie[1] :
  - États-Unis : 9 mars 2024 (festival South by Southwest)
  - États-Unis, Canada : 6 décembre 2024
- Classification[2] :
  - États-Unis : R

## Distribution
- Jaeden Martell (VF : Tom Trouffier ; VQ : Louis-Julien Durso) : Eli
- Julian Dennison (VF : Alexandre Nguyen ; VQ : Xiao Yi Hernan): Danny
- Rachel Zegler (VQ : Geneviève Bédard) : Laura
- Daniel Zolghadri (VQ : Mathéo Savard-Piccinin) : C. J.
- Lachlan Watson (VQ : Célia Gouin-Arsenault) : Ash
- Eduardo Franco (VQ : Nicholas Savard L'Herbier) : Farkas
- Fred Durst (VQ : Maxime Allard) : lui-même
- Kyle Mooney : Garrett
- Mason Gooding : Jonas
- The Kid Laroi : Soccer Chris
- Miles Robbins : Nugz
- Alicia Silverstone : Robin
- Tim Heidecker : Howard
- Lauren Balone : Raleigh
- Kevin Mangold : Cool Blue

Source et légende : version québécoise (VQ) sur Doublage.qc.ca

## Production
En mars 2023, il est annoncé que Kyle Mooney va réaliser un film un film intitulé Y2K pour A24. Jaeden Martell, Julian Dennison, Rachel Zegler, Lachlan Watson, Mason Gooding, The Kid Laroi, Eduardo Franco, Miles Robbins, Fred Hechinger, Alicia Silverstone, Tim Heidecker ou Daniel Zolghadri sont annoncés devant la caméra. Par ailleurs, il est précisé que Weta Workshop va se charger des effets spéciaux. En avril 2023, Sebastian Chacon et Lauren Balone rejoignent également la distribution.
Le tournage débute en avril 2023 à Ringwood dans le New Jersey,. Les prises de vues ont également lieu à Chatham Borough et Clark,,.

## Sortie et accueil
Le film est présenté en avant-première au festival South by Southwest à Austin, le 9 mars 2024. Il sortira ensuite dans les salles américaines le 6 décembre 2024